# Gelis festinans
Gelis festinans là một loài tò vò trong họ Ichneumonidae.